# Skalice (okres Znojmo)
Obec Skalice (německy Skalitz) se nachází v okrese Znojmo v Jihomoravském kraji. Žije zde 523 obyvatel.
Sousedními obcemi sídla jsou Trstěnice, Dobelice, Džbánice, Hostěradice a Morašice.

## Historie
První písemná zmínka o obci pochází z roku 1252. V letech 2002–2006 působil jako starosta Rudolf Křepela. Od roku 2006 do roku 2014 tuto funkci vykonával Antonín Buchta. Na ustavujícím zasedání zastupitelstva v listopadu 2014 byl do této funkce zvolen opět Rudolf Křepela.

## Pamětihodnosti
- Kaple svatého Víta je součástí zámku
- Kaplička nad vesnicí (zasvěcená Panně Marii Lurdské)
- Socha svatého Jana Nepomuckého u nové zvonice
- Socha svatého Jana Nepomuckého u křižovatky směrem na Morašice
- Zámek Skalice
- Platan ve Skalici
- Sýpka